# 비외르그빈 비외르그빈손
비외르그빈 비외르그빈손(아이슬란드어: Björgvin Björgvinsson, 1980년 1월 11일 ~)은 달비크에서 태어났으며 2006년 동계 올림픽에 참가했다. 그는 아이슬란드어와 독일어를 구사할 수 있다. 그는 2010년 동계 올림픽에도 참가했으며 개막식에서 기수 역할을 맡기도했다.